# Crepidium mackinnonii
Crepidium mackinnonii là một loài thực vật có hoa trong họ Lan. Loài này được (Duthie) Szlach. mô tả khoa học đầu tiên năm 1995.